# Slachting bij Lo Cañas

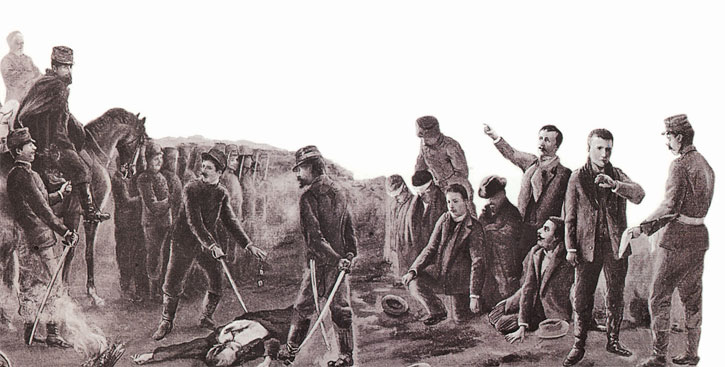
Slachting bij Lo Cañas

De Slachting bij Lo Cañas (Spaans: Masacre de Lo Cañas) was een gebeurtenis op 17 augustus 1891 tijdens de Chileense Burgeroorlog waarbij een groot aantal jonge krijgsgevangen rebellen werden afgeslacht door het regeringsleger.

## Voorgeschiedenis
De burgeroorlog begon in januari 1891 met een opstand van marine-officieren tegen het autocratische bewind van president José Manuel Balmaceda dat algauw overging in een gewapende strijd. De regering kon grotendeels steunen op het leger met als opperbevelhebber divisie-generaal Orozimbo Barbosa, de opstandelingen konden rekenen op de steun van bijna de gehele marine, alsook verscheidene militairen van de landstrijdkrachten die weigerden het regime van Balmaceda te ondersteunen. Daarnaast konden de opstandelingen rekenen op het overgrote deel van de leden van het Nationaal Congres van Chili (parlement), dat door de autoritaire president hoe langer hoe meer werd genegeerd. Opperbevelhebber van de rebellen of congresistas was kapitein-ter-zee Jorge Montt. De Kerk, de oligarchie van grootgrondbezitters en industriëlen waren op de hand van de rebellen.

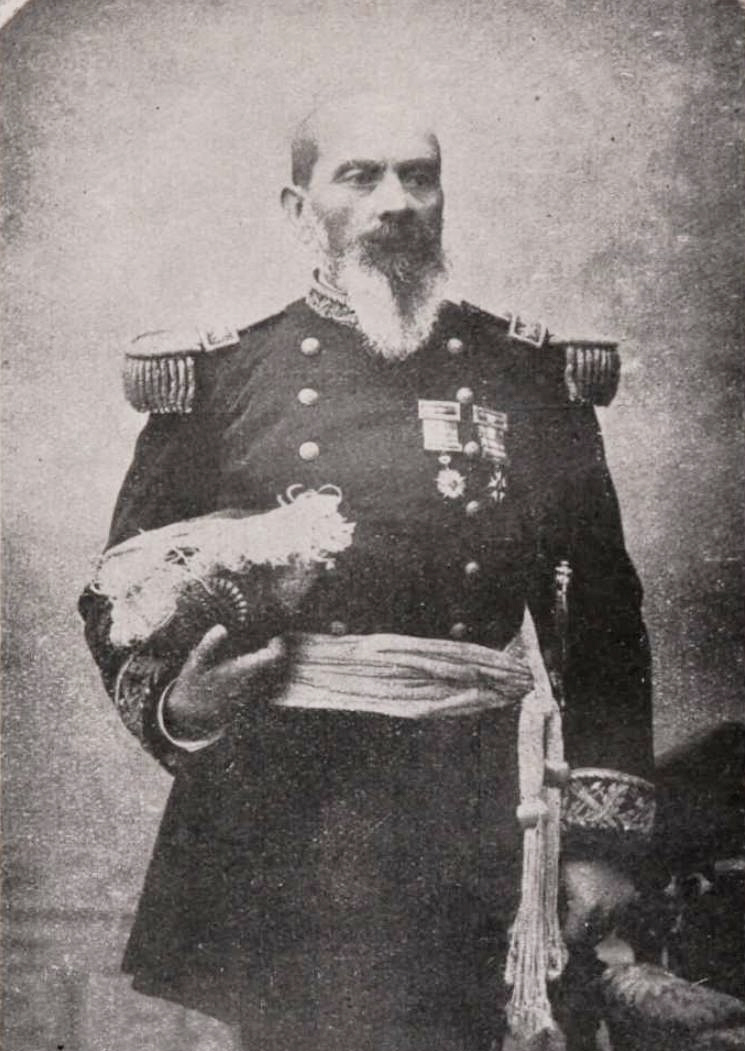
Generaal Orozimbo Barbosa

Na aanvankelijk was militaire overwinningen te hebben geboekt, zag het er medio juli slecht uit voor de regering. Balmaceda ging zich steeds dictatorialer opstellen en beval dat iedereen die zich keerde tot zijn bewind zonder vorm van proces moest worden vastgezet.

## De Slachting
Het landgoed Lo Cañas was net buiten Santiago gelegen. Het landgoed behoorde tot een van de leiders van rebellie, Carlos Walker Martínez (die echter gedurende de oorlog in Iquique verbleef waar hij een van de ministers was in de tegenregering). Het gold als een uitvalsbasis voor rond de 60 jonge rebellen (merendeels afkomstig uit gegoede families) waar men operaties tegen het regeringsleger beraamde (het ontregelen van de infrastructuur, verrassingsaanvallen etc.). De regering was echter dankzij de inlichtingen van ene Vicente Borne op de hoogte van de activiteiten die vanaf Lo Cañas werden beraamd en op 17 augustus werd het landgoed omsingeld door het regeringsleger en de militairen doodden een groot deel van de rebellen met geweervuur. Toen de munitie op begon te raken stak men op de rebellen in met bajonetten en sabels. Er vielen 15 doden. De gevangenen moesten naar Santiago marcheren, maar president Balmaceda en generaal Barbosa gaven opdracht de gevangen terug te brengen naar Lo Cañas. Terug op het landgoed werden bereikte hen het vonnis dat de krijgsraad een aantal van de rebellen ter dood had veroordeeld (20 augustus). Zij werden echter op verschrikkelijke wijze doodgemarteld. Op beestachtige wijze werd de administrateur van het landgoed, Wenceslao Aránguiz, gemarteld. Om informatie in te winnen over de landeigenaar, Walker, werd Aránguiz overgoten met petroleum en levend in brand gestoken, nadat eerst zijn benen waren gebroken door zijn folteraars. De lichamen van de ongelukkige slachtoffers werden nadien nog van hun eigendommen, zoals sieraden en horloges, beroofd.

## Nasleep
De lichamen van de slachtoffers (ongeveer 28 in getal) werden op karren gelegd en naar Santiago gebracht. Identificatie bleek onmogelijk, omdat hun lichamen te ernstig waren toegetakeld. De overlevenden werden opgesloten in de gevangenis. Zij kwamen na de overwinning van de rebellen vrijgelaten. De rol van generaal Barbosa in de slachting is nooit opgehelderd.

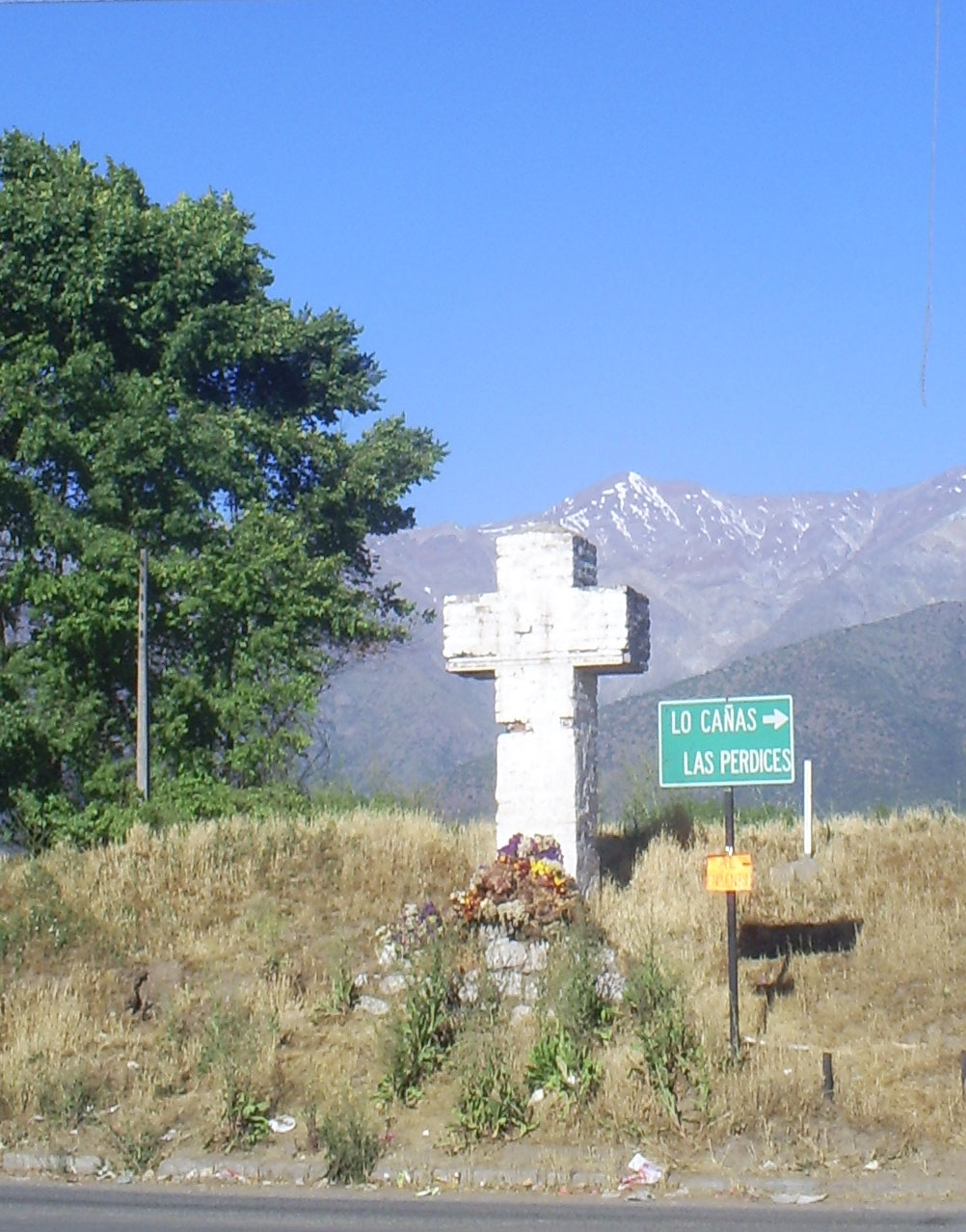
Het gedenkteken dat in februari 2010 door een aardbeving werd verwoest

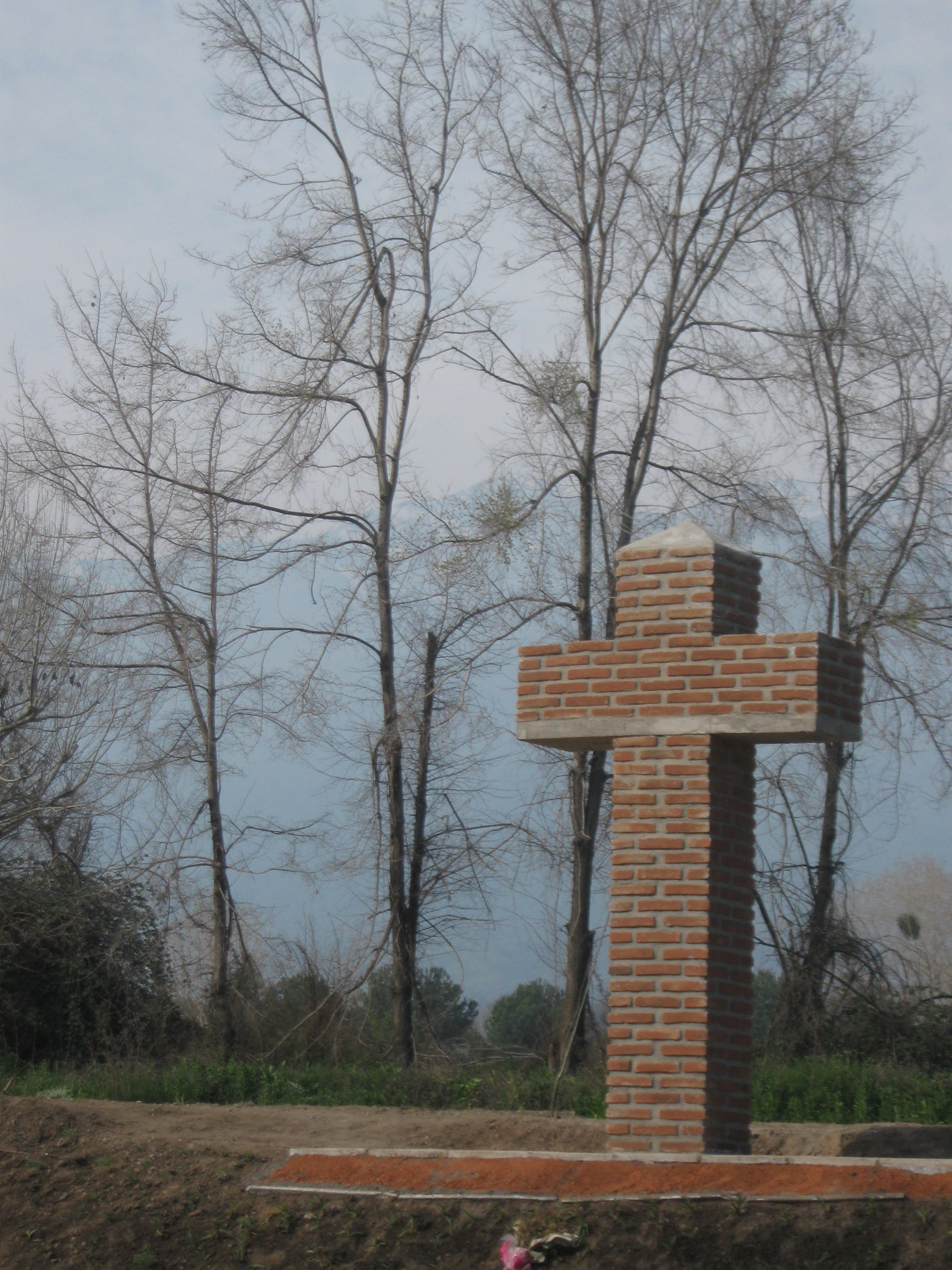
Het nieuwe gedenkteken dat in september 2010 werd onthuld

De omvang van de slachting kwam pas na de burgeroorlog aan het licht. Sleutelfiguren als generaal Barbosa en president Balmaceda konden echter niet ter verantwoording worden geroepen: de generaal kwam op 21 augustus tijdens de slag bij Placilla om het leven en de president pleegde aan het einde van de oorlog zelfmoord.
Op de plek van de slachting staat een gedenkteken in de vorm van een kruis. De aardbeving van 27 februari 2010 verwoestte het gedenkteken echter. Op 4 september 2010 werd een nieuw gedenkteken onthuld dat sterk op het oude leek, de nieuwe uitvoering is echter van rode baksteen.
Op de algemene begraafplaats van Santiago staat een standbeeld ter nagedachtenis van de moordpartij.

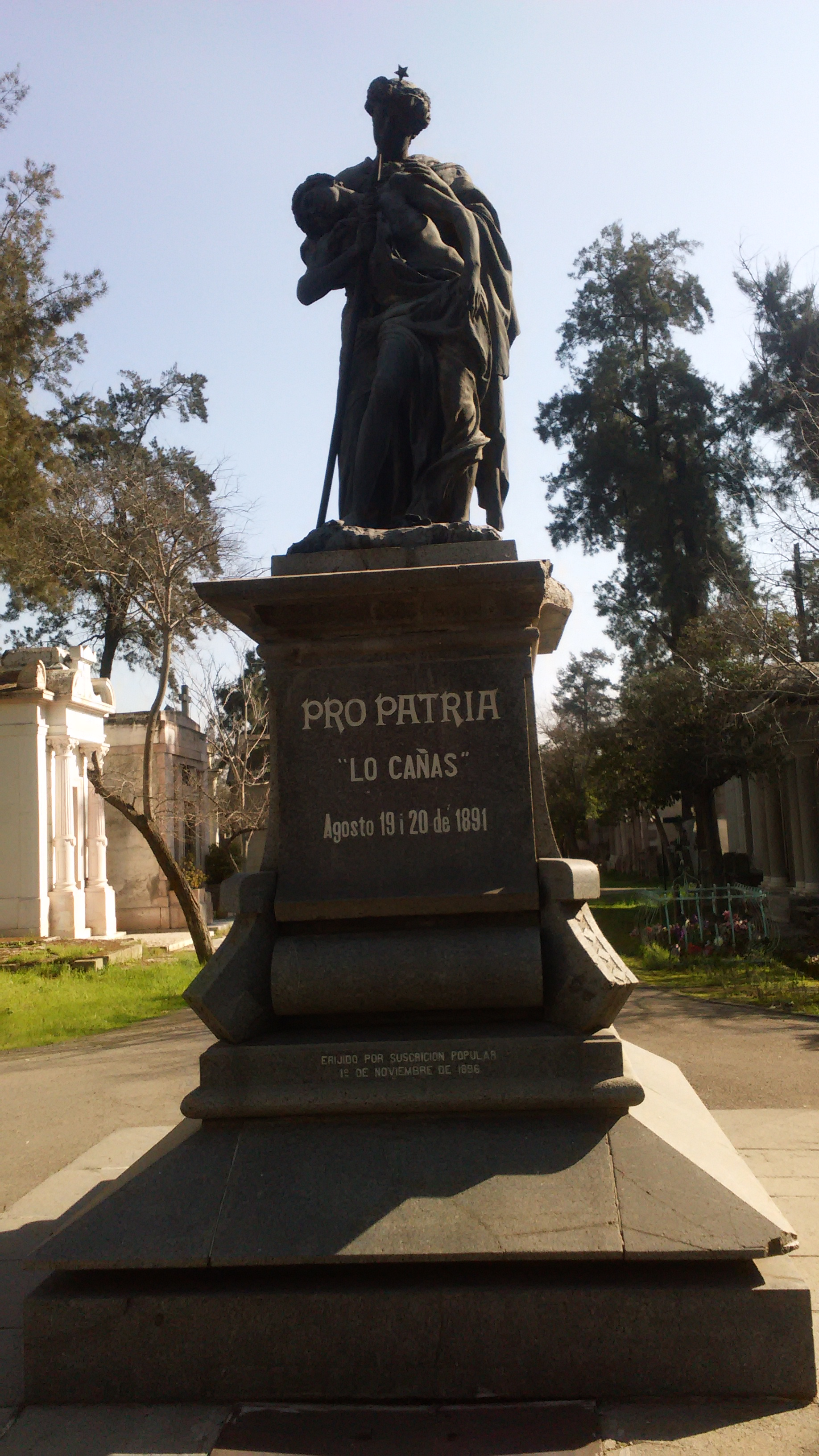
Standbeeld op de algemene begraafplaats van Santiago